# Molson Indy Vancouver 1994
Molson Indy Vancouver 1994 var ett race som var den trettonde deltävlingen i PPG IndyCar World Series 1994. Racet kördes den 4 september på Vancouvers gator. Al Unser Jr. tog sin åttonde och sista seger för säsongen, och satte med det ett rekord för serien som aldrig kom att slås. Robby Gordon slutade tvåa före Michael Andretti. Mot slutet av racet kolliderade Andretti med Paul Tracy som i TV sade att Andretti "borde besöka en doktor, eftersom han kör på allihopa". Det paradoxala var att det några veckor senare stod det klart att duon skulle kampera ihop i Newman/Haas Racing säsongen 1995.

## Slutresultat
| Plats | Förare              | Team                     | Grid | Kvaltid |
| ----- | ------------------- | ------------------------ | ---- | ------- |
| 1     | Al Unser Jr.        | Marlboro Team Penske     | 8    | 55,351  |
| 2     | Robby Gordon        | Walker Racing            | 1    | 54,570  |
| 3     | Michael Andretti    | Chip Ganassi Racing      | 3    | 54,799  |
| 4     | Scott Goodyear      | Budweiser King Racing    | 4    | 55,051  |
| 5     | Maurício Gugelmin   | Chip Ganassi Racing      | 13   | 55,608  |
| 6     | Arie Luyendyk       | Indy Regency Racing      | 18   | 56,030  |
| 7     | Bobby Rahal         | Rahal-Hogan Racing       | 15   | 55,742  |
| 8     | Mark Smith          | Walker Racing            | 16   | 55,761  |
| 9     | Emerson Fittipaldi  | Marlboro Team Penske     | 12   | 55,537  |
| 10    | Nigel Mansell       | Newman/Haas Racing       | 2    | 54,728  |
| 11    | Mario Andretti      | Newman/Haas Racing       | 10   | 55,425  |
| 12    | Scott Sharp         | PacWest Racing           | 14   | 55,675  |
| 13    | Parker Johnstone    | Comptech Racing          | 25   | 56,953  |
| 14    | Mike Groff          | Rahal-Hogan Racing       | 21   | 56,349  |
| 15    | Jimmy Vasser        | Hayhoe Racing            | 22   | 56,404  |
| 16    | Marco Greco         | Arciero Racing           | 23   | 56,531  |
| 17    | Eddie Cheever       | A.J. Foyt Enterprises    | 17   | 56,001  |
| 18    | Teo Fabi            | Jim Hall Racing          | 5    | 55,158  |
| 19    | Dominic Dobson      | PacWest Racing           | 19   | 56,128  |
| 20    | Paul Tracy          | Marlboro Team Penske     | 6    | 55,324  |
| 21    | Claude Bourbonnais  | McCormack Motorsports    | 24   | 56,669  |
| 22    | Adrián Fernández    | Galles Racing            | 11   | 55,426  |
| 23    | Raul Boesel         | Dick Simon Racing        | 20   | 56,274  |
| 24    | Jacques Villeneuve  | Forsythe/Green Racing    | 9    | 55,357  |
| 25    | Willy T. Ribbs      | Walker Racing            | 26   | 57,003  |
| 26    | Stefan Johansson    | Bettenhausen Motorsports | 7    | 55,331  |
| 27    | Buddy Lazier        | Leader Cards Racing      | 27   | 57,180  |
| 28    | Alessandro Zampedri | Dale Coyne Racing        | 28   | 57,770  |

Följande förare missade att kvalificera sig:
- Franck Fréon
- Ross Bentley
- Hiro Matsushita
- Domenico Schiattarella